# Marmoutier
Marmoutier (en alemán Maursmünster ) es una localidad y comuna francesa, situada en el departamento del Bajo Rin en la región de Alsacia.
- Wikimedia Commons alberga una categoría multimedia sobre Marmoutier.

- Datos: Q22523
- Multimedia: Marmoutier / Q22523

1. ↑  Worldpostalcodes.org, código postal n.º 67440.
2. ↑  INSEE, Datos de población para el año 2012 de Marmoutier (en francés).